# インナービューティー
インナービューティー（内面美容）とは、身体の内側、つまり内臓やメンタル面の健康状態を整えることで内側から美しくなり、ひいては外見も美しくすることを目指す美容法である。メイクやファッションなど外面的な美しさを磨くだけでなく、食事・栄養、腸内環境の改善、適度な運動、十分な睡眠、ストレスケアなどを通じて体内から健康的な美を追求する点が特徴である。文字通り「内側の美」を意味する概念で、近年では欧米を含め世界的にも注目され、日本の美容・健康分野でも広く使われている。例えば大手化粧品メーカーの分析によれば、インナービューティーとは「体を内側から整えて健康的に美しくなること」を指し、そのための食事・サプリメント・運動・メンタルヘルスなどあらゆる内面からのケアが含まれるとされる。

## 一般的な「内面の美」との違い・重なり
本来 “inner beauty” は〈誠実さ・思いやり・知性など外見ではなく人格的な魅力〉を指す語であり、英語辞典でもそのように定義されている。  
一方、21世紀以降の美容・医療分野では 「体内環境を整えることで得られる外見的な美」を意味する専門用語として「インナービューティー」が用いられるようになった。  
両者は概念上まったく別物だが、「真の美しさは内側からにじみ出る」という発想を共有し、心理的充実（伝統的意味での“inner beauty”）がホルモンバランスやストレス応答を介して外見にも影響する点で重なり合うと解釈されることが多い。

## 英語圏と日本語圏での用法の違い
英語圏では *inner beauty* という語だけで用いる場合、一般に〈性格・精神性の美〉を指すため、栄養やサプリメントを訴求する際は “beauty from within” “inside‑out beauty” などと言い換える傾向が強い。  
対照的に日本語のカタカナ語「インナービューティー」は、美容サプリメントや腸活など **“内側からの美容法”** を示す業界用語として定着しており、資生堂〈INRYU〉のように大手化粧品メーカーが専門ブランドを展開するまでになっている。  
このため、日本語圏では「内面の美しさ」（人格的価値）と「インナービューティー」（体内ケアによる美容）が用語として区別されるが、英語圏では同語が混同されやすく、文脈に応じた表現選択が推奨される。

## 使用例
インナービューティーはヨガやフィットネス、食品・美容産業など幅広い分野で用いられている。例えば食品メーカーのミツカンは自社の健康情報サイトにおいて、「外面の美容に一歩踏み込み、内臓やメンタルなど『体のなか』からきれいになることを目指す」のがインナービューティーだと解説している。専門メディアでもインナービューティーの概念が取り上げられており、ヨガ専門誌『ヨガジャーナル』日本版の記事では、「腸内環境が整っている人こそ、体の内側とメンタルが健やかでインナービューティーな人です」と管理栄養士の指導のもとで腸活とヨガを組み合わせる実践例が紹介されている。

## 書籍
『エドガー・ケイシーのインナー・ビューティー革命』（ローレンス・M・ステインハート著、たま出版、1992年）は、「ホリスティック美容健康法」としてインナービューティーを提唱した書籍である。また、『インナービューティーアドバイザーテキスト』（ビノバ監修、髪書房）は、美容師・ヘアサロン従事者が顧客に対して健康的な生活習慣をアドバイスできるようになるための実践的教材である。

## 派生
「インナービューティー」という語は、近年さまざまな分野において派生的に使用されている。
腸内環境を整えるアプローチとして「発酵インナービューティー」という概念も用いられている。これは発酵食品を積極的に摂取することで、腸内フローラを改善し、内側から美しさを引き出すことを目指すものである。たとえば美容専門誌や健康食品企業がこの語を使用し、レシピやサプリメント商品と連動したプロモーションを行っている。
「デンティ・トックオーラル乳酸菌」のように、インナービューティーの一要素として特定のサプリメント商品名と連動した言葉も登場している。これはオーラルケアに特化した乳酸菌サプリメントで、「口腔内から始める内面美容」をコンセプトに展開されている。
さらに、「オーラルインナービューティー」(Oral Inner Beauty)という言葉であり、これは口腔内の健康を身体の内側から整えることで、見た目の美しさだけでなく自信や自己管理の意識向上につなげるという考え方を指す。予防歯科を中心とした医療機関などがこの用語を用いて、口腔ケアと心身の健康のつながりを説明している。
これらの派生語は、美容や健康の細分化されたニーズに応じて生まれたものであり、インナービューティーという概念が応用的に発展していることを示している。